# 来島海峡第二大橋

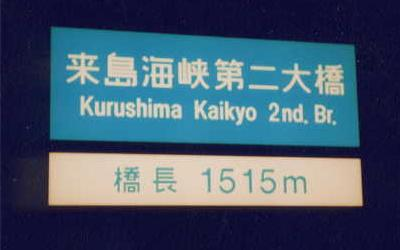
愛媛県道325号今治大三島自転車道線より撮影

来島海峡第二大橋（くるしまかいきょうだいにおおはし）は、瀬戸内海の来島海峡に架かる吊橋である。来島海峡大橋の2番目の橋として、愛媛県今治市の下田水港沖にある海上アンカーブロック4Aと馬島を結び、しまなみ海道の一部を構成する。2径間2ヒンジ補剛箱桁吊橋。

## 構造
一般的に吊橋は、明石海峡大橋のように主塔間と両端部の桁をともにハンガーロープで吊す3径間のものか、下津井瀬戸大橋のように両端部の桁を吊さない単径間のものが多いが、来島海峡第二大橋は片端（馬島側）の桁のみを吊さない2径間となっているのが大きな特徴である。
- 全長：1,515m
- 中央径間：1,020m
- 道路構造：第1種3級
- 設計速度：80km/h（規制速度70km/h）
- 車線数：4車線
- 着工：1988年5月15日
- 供用開始：1999年5月1日

## 特記事項
- 歩行者道、バイク道が併設されている。
- 風速15mで歩行者道、バイク道の通行止め、および自動車専用道路部の2輪通行止めと4輪が50km/h規制となる。
- 風速25mで自動車専用道路部が通行止めとなる。